# Ubangui-Chari
Ubangui-Chari (em francês:  Oubangui-Chari) foi uma colônia francesa na África Central, conhecida a partir da independência, em 1960 como República Centro-Africana.
Em 1905, o Ubangui-Chari torna-se oficialmente colónia, mas em 1910 passa a pertecencer à África Equatorial Francesa, que compunha outros territórios como o Gabão, parte do Congo-Brazavile e o Chade. A República Centro-Africana é proclamada no dia 1 de dezembro de 1958, mas só a 13 de agosto de 1960 o país ganha a independência.